# 喻智
喻智（？—？年），字子貞，號晴江，南直隶太平府當塗縣人，民籍。明朝政治人物。

## 生平
正德五年（1510年）庚午科應天府乡试第六十五名舉人，九年（1514年）甲戌科三甲第242名進士，授南京工部主事，司榷浒墅，肃吏惠商，陋服尽革。升兖州知府，丁艰。补東昌，斥贪墨。升山东按察司密雲兵备副使，嘉靖二十三年（1544年）六月升陕西布政使司右参政，擢湖广按察使，断楚王朱英燿谋逆杀父案。遷江西左布政使，二十七年九月升都察院右副都御史、巡抚南赣汀漳，二十九年三月南京科道纠拾，令冠帶閑住。

## 家族
子喻效龍，以鄉貢官澄迈知县。